# Heinrich Kostrba
Heinrich Kostrba vagy Jindrich Kostrba (Kuttenberg, 1883. október 22. – Prága, 1926. szeptember 24.) az Osztrák-Magyar Monarchia 8 légi győzelmet elérő pilótája volt az első világháborúban.

## Élete
Heinrich Kostrba 1883. október 22-én született Kuttenbergben, régi cseh nemesi családban. A középiskola után katonai pályára lépett; szolgálatát 1903-ban kezdte kadétként a galíciai 57. gyalogezrednél. Később átkerült a 73. gyalogezredhez. 1911-ben előléptették főhadnaggyá, majd nem sokkal ezután kérte áthelyezését az akkoriban megalakított Légjárócsapatokhoz. Az első világháború kitörésekor Kostrba már képzett megfigyelőtiszt volt és az orosz frontra, a 8. repülőszázadba osztották be. Elsősorban felderítő és tüzérségi tűzirányítói feladatokat látott el. A keleti fronton 69 ellenséges terület feletti bevetést hajtott végre; eközben egyszer gépe meghibásodás miatt kényszerleszállást kellett végrehajtania.
1915. március 1-én a századot áthelyezték az olasz hadszíntérre. Májusban Kostrba századosi kinevezést kapott. Július 22-én írásos dicséretben részesült egy merész, Velence fölött végrehajtott felderítésért. 1915 augusztusában elkezdte a pilótatanfolyamot és októberben már átvehette igazolványát. Ezután kinevezték a 4. repülőszázad főpilótájává, ahol az új Fokker A.III-as vadászgépekkel repülhetett. A vezetőség nagyon óvta a Fokkerekre felszerelt, légcsavarral szinkronizált géppuska titkát és sokáig megtiltották a pilótáknak, hogy átrepüljenek a front vonalán.
1916. február 18-án reggel tíz olasz Caproni Ca.1 bombázó indult bevetésre Laibach ellen (bár közülük három műszaki hiba miatt hamarosan visszafordult). A Haidenschaftban állomásozó vadászgépek megtámadták a köteléket. Kostrba Aisovizza közelében teljes lőszerkészlete (500 töltény) árán földre kényszerített egy ellenséges gépet; miután feltöltötte a benzintankját és géppuskáját, újra akcióba indult és félórával első légi győzelme után még két olasz bombázót sikerült lelőnie. Öröme azonban majdnem katasztrófával végződött, mikor a csata után egy kétüléses Albatros B.I-el megnézte az egyik zsákmányul ejtett Capronit; de eközben olyan alacsonyan repült, hogy nekiütközött egy fának.
1916 márciusában átkerült a 23. repülőszázadhoz. Június 7-én egy felderítőfeladat közben Frint János megfigyelőtiszttel közösen, Corno d'Aquilio fölött, egyórás légiharc után kilőtt egy olasz Farman repülőt. Június 29-én ismét Frinttel együtt repült, amikor egy nagyobb osztrák-magyar és egy olasz kötelék légicsatájában újból sikerült tripláznia: három Farman lelövésében vett részt. Utolsó győzelmét 1916. augusztus 20-án aratta egy újabb olasz Farman földre kényszerítésével. Novemberben visszavonták a hátországba és a bécsújhelyi 2. kiképzőszázad parancsnokságát kapta meg. Kostrba a háború után azt állította, cseh származása miatt nem bízott benne a hadvezetés, ezért került sor félreállítására.
1917 májusában visszakerült a 73. gyalogezredbe, mint a tartalék zászlóalj parancsnoka. Az olasz frontra kerültek, de Kostrba súlyosan megbetegedett és egy prágai kórházban ápolták. 1918 szeptemberében ő lett a prágai katonai rendőrség parancsnoka. Nem sokkal ezután letartóztatta Paul Kestraneket, a prágai katonai kerület vezetőjét, aki magyar és osztrák katonákkal meg akarta akadályozni a Cseh Köztársaság kikiáltását. Emiatt 1918. október 29-én halálos ítéletet mondtak ki rá, de a Monarchia előbb szétesett, minthogy az ítéletet végrehajthatták volna.
1918. október 30-án az alakuló cseh hadsereg repülőhadtestét Kostrbára bízták, aki decemberre a hazatérő cseh pilóták és elkobzott repülőgépek segítségével megalapította a légierő magvát. 1919 februárjában nézeteltérésbe keveredett a hadügyminisztériummal és felmentették; áprilisban a 98. gyalogezrednél kapott magas beosztást. Csak 1922-ben került vissza a légierőhöz, akkor is a chebi repülőiskola gazdasági igazgatójaként; később a 32. repülőszázad parancsnoka lett.
1926-ban leszerelt és felajánlották neki, hogy legyen a cseh nemzeti légitársaság igazgatója. 1926. szeptember 4-én azonban, miközben a jugoszláv légierő kötelékét kísérte Prágából Krakkóba, a felszállás után Aero típusú repülőgépe nekiütközött az egyik jugoszláv Breguet Br.19-nek, és a zuhanásban életét vesztette.

## Kitüntetései
- Vaskoronarend III. osztály a hadidíszítménnyel és kardokkal
- Tiszti Ezüst Vitézségi Érem
- Katonai Érdemkereszt III. osztály hadidíszítménnyel és kardokkal
- Ezüst Katonai Érdemérem hadiszalagon, kardokkal
- Bronz Katonai Érdemérem hadiszalagon, kardokkal
- Károly Csapatkereszt
- Katonai Jubileumi Kereszt
- 1312-1913 évi Emlékkereszt
- Vaskereszt II. osztály

## Győzelmei
| Sorszám | Dátum               | Beosztási hely   | Repülőgép             | Ellenfél |
| ------- | ------------------- | ---------------- | --------------------- | -------- |
| 1       | 1916. február 18.   | 4. repülőszázad  | Fokker E.I            | Caproni  |
| 2       | 1916. február 18.   | 4. repülőszázad  | Fokker E.I            | Caudron  |
| 3       | 1916. február 18.   | 4. repülőszázad  | Fokker E.I            | Caproni  |
| 4       | 1916. június 7.     | 23. repülőszázad | Hansa-Brandenburg C.I | Farman   |
| 5       | 1916. június 29.    | 23. repülőszázad | Hansa-Brandenburg C.I | Farman   |
| 6       | 1916. június 29.    | 23. repülőszázad | Hansa-Brandenburg C.I | Farman   |
| 7       | 1916. június 29.    | 23. repülőszázad | Hansa-Brandenburg C.I | Farman   |
| 8       | 1916. augusztus 20. | 23. repülőszázad | Hansa-Brandenburg C.I | Farman   |